# Death Track: Resurrection
Death Track: Resurrection est un jeu vidéo de combat motorisé sorti en octobre 2008 sur PC. Le jeu a été développé par SkyFallen Entertainment et édité par 1C Company. Il fait suite à Deathtrack sorti en 1989.